# Åkerbo frikyrkoförsamling
Åkerbo frikyrkoförsamling är en församling i Vårdsberg och Bankekind, Linköpings kommun inom Evangeliska Frikyrkan.

## Administrativ historik
Församlingen bildades hösten 2009 genom en sammanslagning av Salemförsamlingen, Rystad och Bankekind och Vårdsbergs frikyrkoförsamling.

## Församlingens kyrkor
- Ebenezer, Vårdsberg
- Högliden, Bankekind